# 조충지
조충지(중국어 간체자: 祖冲之, 정체자: 祖沖之, 병음: Zǔ Chōngzhī 쭈충즈[*], 429년 ~ 500년)는 중국 위진남북조 시대의 수학자이자 천문학자로, 자는 문원(중국어 간체자: 文远, 정체자: 文遠, 병음: Wényuǎn 원위안[*])이다. 남조의 송나라와 제나라를 섬겼으며, 세계 최초로 원주율을 소수점 아래 7번째(3.1415926)까지 정확하게 계산해낸 인물이기도 하다.

## 생애
조충지는 중국 남북조시대의 저명한 과학자이자 역학자 수학자 세계 최초로 원주율의 값을 소수점 아래 6자리까지 정확히 계산한 인물로 알려져있다. 조충지의 조상은 대대로 추현(遒縣, 오늘날의 라이수이현)에 살아왔으나 조충지의 할아버지인 조창(祖昌)은 전란을 피해 강남으로 이주, 송나라의 대장경(大匠卿)이 되어 각종 토목건축 사업을 맡아 진행했다. 조충지의 아버지 역시 송나라를 섬겼고 지식인으로 알려졌다.
조충지는 429년 건강(오늘날의 난징)에서 태어났다. 그의 가문은 대대로 천문학에도 조예가 있었기에 조충지는 어릴 때부터 수학,천문학,기계에 관심을 보였다. 조충지의 집안은 대대로 나라의 역법을 관장하는 천문학자 집안에서 태어났다. 그 덕분에 어려서 수학 외에도 다양한 기술을 배울 수 있었는데 아버지로부터 수학과 천문학 역법과 관련한 과학까지 배웠다. 조충지는 늘 태양과 별의 운행을 관찰해 기록하는 습관이 있었다고 한다. 조충지는 나라의 발전과 국민의 안녕을 위해 천문과 역법을 연구하는 일이 자신의 천직이라고 믿었다. 학문에 대한 조충지의 재능은 송 효무제에게도 알려져 조충지는 효무제에 의해 연구기관인 화림학성(華林學省)에 보내졌다. 461년에는 남서(오늘날의 전장)의 자사부의 종사가 되었다.
500년에 사망하였다.

## 업적
조충지는 대명력을 만들었으며, 원주율의 근사치로 {\displaystyle {\tfrac {355}{113}}}(더욱 더 정확한 비율이라는 의미로 밀률(密率)이라고 이름붙임)와 {\displaystyle {\tfrac {22}{7}}}(정확도가 떨어지는 비율이라는 의미로 약률(約率)이라고 이름 붙임)를 제시하였다. 외국에서는 15~16세기에 이르러서야 이 기록을 돌파할 수 있었다.
또한, 아들 조긍지(祖暅之)과 함께 카발리에리의 원리를 보나벤투라 카발리에리보다 1100여 년 앞서 발견했다. 이 때문에 이를 조긍지의 원리라고 부르는 사람도 있다.
저서로는 아들과 함께 지은 책 《철술》(중국어 간체자: 缀述, 정체자: 綴述, 병음: Chuòshù)이 있으나, 송나라 때 유실되어 전해지지 않는다.
농업국가에서는 천문과 역법을 중시한다. 그래서 조충지는 나라의 발전 및 국민의 생계와 직접 연관되어 있는 천문과 역법에 대한 연구를 자신의 천직으로 삼았다. 당시 조정에서는 천문학자 하승천(何承天)이 만든 역법인 『원가력(元嘉歷)』을 쓰고 있었다. 조충지는 『원가력』을 깊이 연구하고 치밀하게 계산해 본 후 정확하지 않은 데가 많다는 것을 알았다. 그는 장기간의 관찰과 정밀한 계산, 그리고 역대 역서의 성과들을 참고하여 새로운 역법인 『대명력(大明歷)』을 만들었다. 장기간의 관찰을 거쳐 그는 동지가 45년마다 1도씩 뒤로 물러간다는 것을 계산해 내고 태양년(太陽年, 지구가 태양 주위를 한바퀴 도는 데 걸리는 시간)이 365.24281481일임을 측정해 냈다. 이 시간은 현대 과학으로 측정한 시간과 50초밖에 차이가 나지 않으며 오차는 60만분의 1밖에 되지 않는다. 그리고 달이 지구를 한 바퀴 도는 날짜 수 또한 오차가 1초도 되지 않아 훌륭한 역법으로 평가 받고 있다. 이때 그의 나이는 불과 서른셋 이었다.
더하여 하루에 백리를 갈 수 있는 천리선 , 제갈량의 목우유마 (군량을 운반 하기 위해 소와 말을 본떠 만든 수레) , 지남차 (방향을 제시하는 수레) 등의 기계 제작에 대해서도 깊이 연구 하였다. 음악에론에도 조예가 깊었고 소설까지 집도 할 만큼 다재다능한 인물이었다고 전해진다.
462년, 서른셋의 젊은 나이에 조충지는 이 『대명력』을 조정에 바쳤다. 효무제는 역법을 아는 관원들을 모아서 『대명력』의 채택 여부를 논하게 했다. 그리하여 혁신파와 보수파 간에 격렬한 논쟁이 일어났다. 그러자 조충지는 실제적 이론과 투철한 견해로 많은 대신들을 설득시켰다. 그 결과 효무제는 연호를 고칠 때 『대명력』의 실시를 전국에 공포하기로 결정했다. 그런데 효무제는 얼마 지나지 않아 병으로 죽어버리고 말았다. 그리하여 『대명력』은 조충지가 세상을 뜬 지 10년이 지난 후에야 비로소 전국적으로 실시되기 시작했다. 효무제가 죽고 나서 얼마 후에 송나라 금위군을 관할하는 소도성(蕭道成)이 정변을 일으켜서 송나라를 멸망시켰다. 소도성은 479년에 즉위하여 남제(南齊)를 건립했는데 그가 바로 고제(高帝)이다.

## 수학적 업적
조충지의 뛰어난 수학적 업적 중 하나는 원주율의 값을 소수점 아래 7자리까지 정확히 계산했다는 것이다.
원의 크기와 상관없이 모든 원에서 원주와 지름은 약 3.14의 일정한 비율 값을 갖는다. 480년 경 , 조충지는 원주율이 3.1415926 과 3.1415927 사이에 있어야 한다는 것을 알았으며 이 원주율로 관련된 계산을 하면 반지름이 10km 일 때 오차가 5mm 정도에 불과한 매우 정밀한 근사값이다.